# Copa de España 2016-2017 (calcio a 5)
La Copa de España 2016-2017 è stata la 28ª edizione assoluta della manifestazione e si è giocata dal 9 al 12 marzo 2017 presso la Quijote Arena di Ciudad Real. Il torneo è stato vinto dall'Inter, al decimo successo nella manifestazione.

## Formula
Sono iscritte d'ufficio le società classificatesi ai primi otto posti nel girone di andata della Primera División. Il torneo si svolge con gare a eliminazione diretta di sola andata. La formula prevede che nei quarti e nelle semifinali, in caso di parità dopo i tempi regolamentari, la vittoria sia determinata direttamente dai tiri di rigore. Nella finale, in caso di parità dopo 40 minuti, si svolgono due tempi supplementari di 5 minuti ciascuno. In caso di ulteriore parità al termine degli stessi, la vincitrice è determinata mediante i tiri di rigore.

## Tabellone
Gli accoppiamenti sono stati determinati tramite sorteggio, che si è tenuto il 25 gennaio 2017 presso il teatro Quijano di Ciudad Real. Barcellona e Inter, giunti rispettivamente primo e secondo al termine del girone di andata della Primera División, sono teste di serie e non potranno affrontarsi fino all'ipotetica finale.
|  | Quarti di finale | Quarti di finale | Quarti di finale |       |               | Semifinali    | Semifinali | Semifinali |  |  | Finale | Finale | Finale |  |
|  |                  |                  |                  |       |               |               |            |            |  |  |        |        |        |  |
|  | Palma            | Palma            | 1                |       |               |               |            |            |  |  |        |        |        |  |
|  | Palma            | Palma            | 1                |       |               |               |            |            |  |  |        |        |        |  |
|  | ElPozo Murcia    | ElPozo Murcia    | 4                |       |               |               |            |            |  |  |        |        |        |  |
|  | ElPozo Murcia    | ElPozo Murcia    | 4                |       | ElPozo Murcia | ElPozo Murcia | 2          |            |  |  |        |        |        |  |
|  |                  |                  |                  |       | ElPozo Murcia | ElPozo Murcia | 2          |            |  |  |        |        |        |  |
|  |                  |                  | Xota             | Xota  | 1             |               |            |            |  |  |        |        |        |  |
|  | Barcellona       | Barcellona       | Xota             | Xota  | 1             | 2 (1)         |            |            |  |  |        |        |        |  |
|  | Barcellona       | Barcellona       |                  |       |               |               |            |            |  |  |        |        |        |  |
|  | Xota             | Xota             | 2 (2)            |       |               |               |            |            |  |  |        |        |        |  |
|  | Xota             | Xota             | 2 (2)            |       | ElPozo Murcia | ElPozo Murcia | 4 (8)      |            |  |  |        |        |        |  |
|  |                  |                  |                  |       |               |               |            |            |  |  |        |        |        |  |
|  |                  |                  | Inter            | Inter | 4 (9)         |               |            |            |  |  |        |        |        |  |
|  | Peñíscola        | Peñíscola        | Inter            | Inter | 4 (9)         | 2             |            |            |  |  |        |        |        |  |
|  | Peñíscola        | Peñíscola        |                  |       |               |               |            |            |  |  |        |        |        |  |
|  | Jaén             | Jaén             | 3                |       |               |               |            |            |  |  |        |        |        |  |
|  | Jaén             | Jaén             | 3                |       | Jaén          | Jaén          | 1          |            |  |  |        |        |        |  |
|  |                  |                  |                  |       | Jaén          | Jaén          | 1          |            |  |  |        |        |        |  |
|  |                  |                  | Inter            | Inter | 2             |               |            |            |  |  |        |        |        |  |
|  | Inter            | Inter            | Inter            | Inter | 2             | 6             |            |            |  |  |        |        |        |  |
|  | Inter            | Inter            |                  |       |               |               |            |            |  |  |        |        |        |  |
|  | SC García        | SC García        | 5                |       |               |               |            |            |  |  |        |        |        |  |

## Risultati

### Quarti di finale
| Ciudad Real 9 marzo 2017, ore 19:00 CET                      | Palma     | 1 – 4 (0-2) referto                     | ElPozo Murcia | Quijote Arena |
| Rojas 28’ Marcatori 5’ , 25’ Pito 20’ Marinović 37’ F. Pérez |           |                                         |               |               |
|                                                              |           |                                         |               |               |
| Rojas 28’                                                    | Marcatori | 5’, 25’ Pito 20’ Marinović 37’ F. Pérez |               |               |

| Ciudad Real 9 marzo 2017, ore 21:15 CET                                                                       | Barcellona           | 2 – 2 referto        | Xota | Quijote Arena |
| R. López 13’ Ferrão 14’ Marcatori 4’ Araça 25’ Saldise Ferrão Dyego Tolrà Tiri di rigore 1 – 2 Jesulito Araça |                      |                      |      |               |
| |                      |                      |      |               |
| R. López 13’ Ferrão 14’                                                                                       | Marcatori            | 4’ Araça 25’ Saldise |      |               |
| Ferrão Dyego Tolrà                                                                                            | Tiri di rigore 1 – 2 | Jesulito Araça       |      |               |

| Ciudad Real 10 marzo 2017, ore 19:00 CET                          | Peñíscola | 2 – 3 (0-1) referto           | Jaén | Quijote Arena |
| Cejudo 26’ Prestjord 36’ Marcatori 13’ , 38’ Solano 27’ J. Alonso |           |                               |      |               |
|                                                                   |           |                               |      |               |
| Cejudo 26’ Prestjord 36’                                          | Marcatori | 13’, 38’ Solano 27’ J. Alonso |      |               |

| Ciudad Real 10 marzo 2017, ore 21:15 CET | Inter     | 6 – 5 (2-1) referto                                                          | SC García | Quijote Arena |
| Rato 13’ Taffy 13’ Ricardinho 26’ , 27’ , 40’ Gadeia 33’ Marcatori 3’ Salgado 25’ ( aut. ) Ricardinho 28’ S. González 29’ Rescia 39’ J. Rodríguez |           |                                                                              |           |               |
| |           |                                                                              |           |               |
| Rato 13’ Taffy 13’ Ricardinho 26’, 27’, 40’ Gadeia 33’                                                                                            | Marcatori | 3’ Salgado 25’ (aut.) Ricardinho 28’ S. González 29’ Rescia 39’ J. Rodríguez |           |               |

### Semifinali
| Ciudad Real 11 marzo 2017, ore 18:00 CET      | ElPozo Murcia | 2 – 1 (0-1) referto | Xota | Quijote Arena |
| Miguelín 36’ Cardinal 40’ Marcatori 14’ Araça |               |                     |      |               |
|                                               |               |                     |      |               |
| Miguelín 36’ Cardinal 40’                     | Marcatori     | 14’ Araça           |      |               |

| Ciudad Real 11 marzo 2017, ore 20:15 CET      | Jaén      | 1 – 2 (1-1) referto     | Inter | Quijote Arena |
| Maurício 3’ Marcatori 1’ Ricardinho 35’ Taffy |           |                         |       |               |
|                                               |           |                         |       |               |
| Maurício 3’                                   | Marcatori | 1’ Ricardinho 35’ Taffy |       |               |

### Finale
| Arbitri: | Rodrigo Miguel Sánchez Molina |

|                                                                         |                      |                                                                    |
| Yepes 17’ Ricardinho 22’ (aut.) Cardinal 26’ Alcántara 33’              | Marcatori            | 16’ Shiraishi 19’, 28’ Rato 34’ Ricardinho                         |
| Yepes Marinović Miguelín Alcántara R. Campos Bebe Pito Aguilera Beltrán | Tiri di rigore 8 – 9 | Taffy Ricardinho Shiraishi Rato Rivillos Darlan B. Díaz Ortiz Pola |